# Frickenhöchstadt
Frickenhöchstadt ist ein Gemeindeteil des Marktes Vestenbergsgreuth im Landkreis Erlangen-Höchstadt (Mittelfranken, Bayern). Die Gemarkung Frickenhöchstadt hat eine Fläche von 2,855 km². Sie ist in 222 Flurstücke aufgeteilt, die eine durchschnittliche Flurstücksfläche von 12861,81 m² haben.

## Geographie
Das Dorf liegt in hügeliger Lage abgelegen inmitten einer Waldlichtung. Im Nordosten wird das Waldgebiet Höfisches Holz genannt, im Südosten Distelteich und Kleiner Winterbachwald. Nordwestlich des Ortes entspringt der Unterwinterbach, ein linker Zufluss der Kleinen Weisach. Etwa einen Kilometer südwestlich befindet sich der Hirschberg (367 m ü. NHN). Eine Gemeindeverbindungsstraße verläuft nach Elsendorf zur Kreisstraße BA 50 (2,8 km nördlich) bzw. zur Kreisstraße ERH 19 bei Ochsenschenkel (1,2 km westlich).

## Geschichte
Der Ort wurde 1313 als „Frickenhofstetten“ erstmals urkundlich erwähnt. Das Bestimmungswort des Ortsnamens ist Fricko, der Personenname des Ortsgründers. Mit Hofstätten wurden Güter bezeichnet, die die Größe von ungefähr einer Viertelhufe hatten. Erst später kam es zur Angleichung von „Hofstatt“ an die Namensform „Höchstadt“. Wichtigster Grundherr im Mittelalter war wohl das Kloster Ebrach. 1416 verkaufte es seine Güter und Rechte mit Ausnahme des Zehnten an den Nürnberger Patrizier Peter Rieter, der 1418 seine Ansprüche an den Nürnberger Götz Pfann verkaufte. Der Ort lag bis zum Ende des Alten Reiches im Hochgerichtsbereich des Castellschen Centamtes Burghaslach.
1806 kam Frickenhöchstadt an das Königreich Bayern. Im Rahmen des Gemeindeedikts wurde 1808 der Ort dem Steuerdistrikt Breitenlohe zugeordnet. 1818 entstand die Ruralgemeinde Frickenhöchstadt. Sie war in Verwaltung und Gerichtsbarkeit dem Herrschaftsgericht Burghaslach zugeordnet. Ab dem 1. Oktober 1853 wurde die Finanzverwaltung vom Rentamt Höchstadt übernommen (1919 in Finanzamt Höchstadt umbenannt, 1929–1972: Finanzamt Forchheim, seit 1972: Finanzamt Erlangen), ab dem 1. Oktober 1857 wurde die Verwaltung und Gerichtsbarkeit vom Landgericht Höchstadt übernommen. Ab 1862 gehörte Frickenhöchstadt zum Bezirksamt Höchstadt an der Aisch (1939 in Landkreis Höchstadt an der Aisch umbenannt). Die Gerichtsbarkeit blieb beim Landgericht Höchstadt (1879 in das Amtsgericht Höchstadt an der Aisch umgewandelt), von 1959 bis 1973 war das Amtsgericht Forchheim zuständig, seitdem ist es das Amtsgericht Erlangen. Die Gemeinde hatte eine Gebietsfläche von 2,863 km².
Am 1. Januar 1972 wurde die Gemeinde Frickenhöchstadt mit Kleinweisach und Dutendorf zur neuen Gemeinde Weisachgrund zusammengeschlossen. Am 1. Mai 1978 verlor diese neue Gemeinde ihre Selbständigkeit und wurde in den Markt Vestenbergsgreuth eingegliedert.
Bis heute hat sich dort die Erinnerung an ein Hagelunwetter des Jahres 1856 gehalten, bei dem die Hagelkörner größer als Hühnereier gewesen sein sollen.

### Baudenkmal
- Haus Nr. 5: Bauernhaus mit Wohnstallhaus

### Einwohnerentwicklung
| Jahr      | 1818   | 1840   | 1852   | 1855   | 1861   | 1867   | 1871   | 1875   | 1880   | 1885   | 1890   | 1895   | 1900   | 1905   | 1910   | 1919   | 1925   | 1933   | 1939   | 1946   | 1950   | 1952   | 1961  | 1970   | 1987   | 2020  |
| Einwohner | 113    | 110    | 115    | 117    | 113    | 110    | 109    | 110    | 120    | 119    | 119    | 96     | 87     | 83     | 77     | 79     | 79     | 81     | 69     | 94     | 84     | 74     | 54    | 52     | 40     | 56    |
| Häuser    | 21     | 18     |        |        |        |        | 20     |        |        | 20     | 19     |        | 20     |        |        |        | 18     |        |        |        | 15     |        | 16    |        | 14     |       |
| Quelle    | [ 13 ] | [ 14 ] | [ 15 ] | [ 15 ] | [ 16 ] | [ 17 ] | [ 18 ] | [ 19 ] | [ 20 ] | [ 21 ] | [ 22 ] | [ 15 ] | [ 23 ] | [ 15 ] | [ 24 ] | [ 15 ] | [ 25 ] | [ 15 ] | [ 15 ] | [ 15 ] | [ 26 ] | [ 15 ] | [ 9 ] | [ 27 ] | [ 28 ] | [ 2 ] |

## Religion
Der Ort ist seit der Reformation evangelisch-lutherisch geprägt und nach St. Jakobus (Gleißenberg) gepfarrt. Die Einwohner römisch-katholischer Konfession waren bis in die 1950er nach Kreuzerhöhung (Breitenlohe) gepfarrt, seitdem nach St. Laurentius (Elsendorf).